# Curia
A Curia egy ókori római eredetű, közösségi célú műemlék épület a Forum Romanumon.

## Az ókori Rómában

### Társadalmi szerveződés
Eredeti jelentésében valószínűleg a latin coviria („férfiközösség”) szóból ered. Az archaikus Rómában a családok nemzetségekbe (gens), s ezek curiákba (összesen 30), azok pedig törzsekbe (tribus, összesen 3) tömörültek. A curiabeosztás alapján létrejött népgyűlés volt a comitia curiata. Egy-egy curia élén a curio állt, ezek fölött, az összes curia élén pedig a curio maximus. 
Bizonyos értelemben az archaikus görög phratriákhoz hasonló szervezet.

### Helyek, épületek megnevezése
A fenti fogalomból következően a társadalmi kultuszok találkozóhelye lehetett eredetileg.
Rómában a Forum Romanum egyik emlékműve a Curia.
A Curia Hostilia (a senatus találkozóhelye), melyet Sulla dictator újraépített, i. e. 52-ben. Sulla fia, Faustus Sulla, újra felépítette. Ezt később Julius Caesar lebontatta és, hogy a köztársaság emlékét még jobban eltörölje – ahogy tette ezt a Rostra esetében is – ezt is más helyen építtette fel, Curia Julia néven. Domitianus i. sz. 94-ben restauráltatta először. De ezután újabb tűzeset miatt megint az újjáépítésére kényszerültek. Diocletianus császár a 3. században emeltette az új épületet. E Diocletianus-féle Curia áll ma is – a beleépített San Adriano templommal, melynek padozata alatt a bejáratnál még a régi márványmozaik padló egy darabját is megtalálták. Az épület antik bronzajtaja ma a Lateráni székesegyház főkapujában van.
Bent két dombormű látható, mellyel eredetileg a Rostrát díszíttette fel Traianus császár. Mindkettő az uralkodót ábrázolja.
A Curia északnyugati oldalához csatlakozott egy Chalcidicum nevű oszlopcsarnokos udvar, mely kitöltötte a Curia és a Secretarium Senatus (a senatus levéltára és segédhivatalainak helyisége) közét.